# Lavelanet
Lavelanet (occitansk: L'Avelhanetis) er en fransk kommune i departementet Ariège i regionen Occitanie. Indbyggerne kaldes Lavelanetien(s) og Lavelanetienne(s) (kvinder). Ved sidste folketælling i 1999 var indbyggertallet på 6872 indbyggere. Nuværende ordfører er Jean-Pierre Bel.

## Etymologi
Navnet "Lavelanet" kommer fra latin avellana, i betydningen "hasselnød" ("noisette" på fransk).

## Berømte personer født i Lavelanet
- Fabien Barthez, fodboldspiller (målmand)
- Benoît Baby, rugbyspiller